# Allantodia hirsutipes
Allantodia hirsutipes là một loài thực vật có mạch trong họ Woodsiaceae. Loài này được (Bedd.) Ching miêu tả khoa học đầu tiên năm 1964.